# Eriosyce marksiana
Eriosyce marksiana ist eine Pflanzenart in der Gattung Eriosyce aus der Familie der Kakteengewächse (Cactaceae). Das Artepitheton marksiana ehrt den US-amerikanischen Kakteenliebhaber Herman Marks, der die Reisen von Friedrich Ritter unterstützte.

## Beschreibung
Eriosyce marksiana wächst anfangs mit abgeflacht kugelförmigen bis fast kugelförmigen, später verlängerten graugrünen Trieben und erreicht Durchmesser von 12 bis 24 Zentimeter. Der Scheitel ist kahl. Die Wurzeln sind faserig. Es sind 16 bis 28 Rippen vorhanden, die ober- und unterhalb der Areolen eingesunken sind. Die dicken, gräulich braunen Dornen besitzen eine dunklere Spitze und sind 1,5 bis 2,5 Zentimeter lang. Die ein bis sechs Mitteldornen sind nicht abgeflacht und stark aufwärts gebogen. Von den acht bis zwölf seitwärts gerichteten Randdornen sind einige auch aufwärts gerichtet.
Die trichter- bis glockenförmigen Blüten sind zitronengelb bis manchmal rötlich gelb. Sie sind 3 bis 4 Zentimeter lang und weisen einen ebensolchen Durchmesser auf. Die bräunlich roten bis grünlichen Früchte sind fleischig. Sie sind bis zu 1,5 Zentimeter lang und öffnen sich mit einer basalen Pore.

## Verbreitung und Systematik
Eriosyce marksiana ist südlich von Santiago de Chile bis zum Río Maule im Vorland und den Vorbergen der Anden verbreitet.
Die Erstbeschreibung als Pyrrhocactus marksianus erfolgte 1960 durch Friedrich Ritter. Fred Kattermann stellte die Art 1994 in die Gattung Eriosyce.
Es werden folgende Varietäten unterschieden:
- Eriosyce marksiana var. marksiana
- Eriosyce marksiana var. lissocarpa (F.Ritter) Katt.

## Nachweise